# Aoashi
Aoashi (アオアシ?) è un manga scritto e disegnato da Yūgo Kobayashi. Viene serializzato sulla rivista Big Comic Spirits di Shōgakukan dal 5 gennaio 2015.
Un adattamento anime prodotto da Production I.G è trasmesso dal 9 aprile 2022 su NHK Educational TV.
Il 29 Giugno è stato annunciato tramite l'account di X che era in produzione una seconda stagione, prevista per il 2026 da TMS Entertainment.

## Trama
Ashito Aoi, è un ragazzo che coltiva la passione per il calcio, la serie vede il suo ingresso nella squadra del Tokyo Esperion e il duro lavoro per fare carriera nel club. Tra i vari temi che vengono trattati ci sono il rapporto tra la carriera calcistica e il contesto famigliare con cui gli aspiranti atleti devono confrontarsi, ma pure l'ambizione e l'esigenza di vedere nel calcio un mezzo per avere successo e affermarsi ottenendo l'emancipazione, oltre che il confronto e il rapporto che le diverse culture calcistiche tra i vari paesi vengono affrontante in maniera differente. 

### L'esame di selezione per il Tokyo Esperion
Ashito vive nella prefettura di Ehime, insieme alla madre Noroki e il fratello maggiore Shun (che gestiscono un ristorante) e frequenta il terzo anno delle scuole medie. Gioca nella squadra di calcio dell'istituto, durante il torneo scolastico della prefettura, proprio quando la sua squadra sembrava a un passo dalla vittoria, Ashito viene espulso per comportamento violento. Tuttavia Tatsuya Fukuda, ex giocatore del Sabadell e della nazionale di calcio del Giappone, membro dello staff della squadra Tokyo Esperion, aveva assistito alla partita e ha notato il potenziale di Ashito.
Tatsuya lo convince a presentarsi alla prefettura di Tokyo per sostenere un provino di selezione per l'Under-18 del Tokyo Esperion. Durante le selezioni Ashito conosce Eisaku Ohtomo e Sōichirō Tachibana, anche loro ambiscono a superare il provino. La prova finale consiste in una partita tra gli aspiranti giocatori che desiderano aderire al club, e alcuni degli atleti che già fanno parte della divisione Under-18 della squadra, tra loro c'è Nagisa Akutsu il quale, durante il match, crea non pochi problemi ad Ashito, usando un gioco aggressivo. Purtroppo il divario di forza è insormontabile, Ashito e la sua squadra non possono nulla contro la loro superiorità, infatti stanno per perdere con uno svantaggio di tre reti. Tuttavia nei secondi finali Tachibana passa la palla a Ohtomo che tira in porta, Akutsu impedisce il gol deviando la palla con la gamba destra, ma a intercettarla è Ashito che tira segnando una rete, il match si conclude con il risultato di 3-1. Alla luce della buona prestazione di Ashito, Tachibana e Ohtomo, i tre sono gli unici che superano la selezione.

### La Prince Takamado Cup
Oltre ad Ashito, Ohtomo e Tachibana, la squadra Under-18 del Tokyo Esperion accoglie le nuove leve quali Jun Marchs Asari, Keiji Togashi e Kanpei Kuroda, tutti quanti vengono assegnati alla squadra delle riserve, benché all'inizio Ashito giocasse da attaccante, Fukuda lo sposta nella posizione di terzino sinistro. La squadra gioca nella Tokyo Division League, trovando un avversario ostico nella squadra del Tokyo Musashino, nella quale giocano il capitano Chiaki Mutō e Akinori Kenada. La partita tra il Tokyo Esperion e il Tokyo Musashino è molto combattuta, Mutō segna con un colpo di testa ma Tachibana con la sua rete riesce a pareggiare. Kenada realizza il gol che riporta al vantaggio, e sullo scadere del primo tempo, proprio quando stava per segnare nuovamente, Kuroda devia con il piede destro il tiro di Kenada impedendogli di realizzare un'altra rete, impedendo agli avversari di allungare il vantaggio. Nel secondo tempo è il Tokyo Esperion a dominare la partita, Asari passa la palla a Ohtomo che segna un gol, poi Ashito con un tiro di prima intenzione riesce a segnare portando la squadra in vantaggio, infine Tachibana realizza la rete che fissa il risultato sul 4-2 vincendo.
Viste le buone prestazioni di Ashito, Kuroda, Togashi, Tachibana, Ohtomo e Asari, i ragazzi vengono promossi alla squadra titolare nella quale oltre ad Akutsu figurano anche Yuuma Motoki, Yoichi Kiriki, Eita Takasugi e il portiere Enshin Akiyama: tuttavia il loro giocatore di punta è Haruhisa Kuribayashi, stella nascente del Giappone il quale ha già avuto modo di giocare in prima squadra tra i professionisti. Il Tokyo Esperion punta alla vittoria della Prince Takamado Cup, tra le squadre migliori del loro girone c'è il team del Funabashi Academy, squadra liceale della prefettura di Chiba guidata dal suo capitano Go Tokito, inoltre ci sono le due punte Naofumi Futahara e Trepone Rufin, quest'ultimo gioca nella nazionale Under-18 del Giappone. Il Tokyo Esperion affronta il Funabashi Academy, Kuribayashi passa la palla a Takasugi che tirando in porta apre le marcature, Tokito passa in difesa facendo in modo che il Tokyo Esperion non possa sfruttare al meglio la manovra d'attacco, Futahara serve poi un assist per Trepone che segna calciando di sinistro. Ashito tocca con la mano destra la palla calciata da Trepone concedendo così un rigore agli avversari che Trepone riesce a trasformare oltre al fatto che Ashito viene espulso, adesso il Tokyo Esperion deve giocare in svantaggio numerico, comunque Takasugi esegue un cross per Akutsu il quale con un colpo di testa segna il gol del 2-2 e la partita finisce in pareggio.
La Prince Takamado Cup sta per giungere al termine e il Tokyo Esperion per ottenere l'accesso alla finale deve conquistare il primo posto nel girone, dovendo quindi affrontare la sua ultima avversaria, il Seiran squadra liceale della prefettura di Aomori che è riuscita persino a battere il Funabashi Academy per 3-1. Il Tokyo Esperion è attualmente seconda in classifica con due punti di svantaggio sul Seiran che ora domina il girone, per ottenere il primo posto devono sconfiggere il Seiran e conquistare gli ultimi tre punti. Nel Seiran giocano i centrocampisti Taiyo Fujinaga e Ren Kitano, e anche il capitano Ryūki Haneda.
Il primo tempo tra il Tokyo Esperion e il Seiran si conclude a reti inviolate, successivamente Ashito esegue un assist per Motoki che segna con un pallonetto, Kitano passa la palla a Fujinaga il quale serve l'assist a Haneda permettendo a quest'ultimo di segnare il gol che porta il risultato al pareggio. Ashito esegue un passaggio per Akutsu che in un'azione solitaria insacca la rete del 2-1 vincendo. Il Tokyo Esperion si classifica come prima del girone, potendo così affrontare il Ganon Osaka in finale vincendo di misura per 1-0 conquistando il titolo di campione.

### L'Alkass Cup
Il Tokyo Esperion viene invitato a partecipare all'Alkass Cup in Qatar, il torneo è esteso a sedici squadre e giocheranno le selezioni Under-18 dei club di tutto il mondo. Nel proprio girone il Tokyo Esperion affronterà il Sale Academy, il Barcellona e l'Eintracht Francoforte, tra l'altro la squadra accoglie un nuovo elemento, Rindō Akiyama, il fratello minore di Enshin. La prima avversaria del Tokyo Esperion è il Barcellona dove giocano il capitano Sino Ascari, il centrocampista Yuri Garulla, il portiere Nathan Starless e gli attaccanti Emmanuel Gato e Jill Xhaka, quest'ultimo gioca nella nazionale Under-18 del Ghana, tuttavia la punta di diamante del Barcellona è Demian Cant, il quale ha già avuto esperienza in prima squadra.
I titolari schierati dal Tokyo Esperion sono Ashito, Kuribayashi, Akutsu, Takasugi, Motoki, Togashi, Kiriki, Asari, Kuroda, Rindō ed Enshin. Purtroppo il Barcellona passa in vantaggio quando Gato esegue un assist per Ascari che segna un gol, in seguito Rindō passa la palla a Kiriki che serve l'assist a Kuribayashi che con un tiro dalla distanza ravvicinata segna la rete del pareggio. Demian, che all'inizio era in panchina, scende in campo nel secondo tempo, Demian passa la palla a Xhaka che sigla un gol, Starless para il tiro di Kuribayashi impedendo a quest'ultimo di pareggiare, Yuri con il suo passaggio lancia in attacco Demian che con un tiro dalla corta distanza aumenta il vantaggio. Ashito serve un cross per Akutsu il quale con un colpo di testa segna una rete, Motoki esegue un tiro provando a pareggiare ma la palla colpisce il palo benché Ashito, con un intervento in scivolata, mette la palla in rete con il piede destro, adesso le due squadre sono in parità. Togashi commette involontariamente fallo su Xhaka, a quest'ultimo viene concesso di calciare su penalty, Enshin riesce comunque a parare il tiro che Xhaka calcia dal dischetto, infine sullo scadere dei minuti di recupero Kuribayashi passa la palla ad Ashito che segna la rete del 4-3 vincendo.
Come prima classificata del girone il Tokyo Esperion accede alla fase a eliminazione diretta dato che anche le altre due squadre sono state sconfitte avendo perso per shutout dato che il Tokyo Esperion ha battuto pure il Sale Academy (3-0) e l'Eintracht Francoforte (2-0). La squadra arriva in finale dove perde per 2-1 contro il Bayern Monaco, ottenendo comunque un prestigioso secondo posto. Dopo il torneo Ashito si è ormai confermato come una delle figure di riferimento delle giovanili del Tokyo Esperion, nel finale della serie Ashito all'alba del suo secondo anno nell'Under-18 del club accoglie i nuovi giovani membri che si sono appena uniti al Tokyo Esperion.

## Personaggi
Ashito Aoi (青井 葦人?, Aoi Ashito)
Doppiato da: Kōki Ohsuzu
Eisaku Ohtomo (大友 栄作?, Ōtomo Eisaku)
Doppiato da: Tatsumaru Tachibana
Sōichirō Tachibana (橘 総一朗?, Tachibana Sōichirō)
Doppiato da: Seiichirō Yamashita
Keiji Togashi (冨樫 慶司?, Togashi Keiji)
Doppiato da: Taku Yashiro
Kanpei Kuroda (黒田 勘平?, Kuroda Kanpei)
Doppiato da: Shun Horie
Jun Mathis Asari (朝利 マーチス 淳?, Asari Māchisu Jun)
Doppiato da: Wataru Katō
Yūma Motoki (本木 遊馬?, Motoki Yūma)
Doppiato da: Junya Enoki
Ryūichi Takeshima (竹島 龍一?, Takeshima Ryūichi)
Doppiato da: Kentarō Kumagai
Tatsuya Fukuda (福田 達也?, Fukuda Tatsuya)
Doppiato da: Chikahiro Kobayashi
Hana Ichijō (一条 花?, Ichijō Hana)
Doppiato da: Maki Kawase

## Media

### Manga
Il manga viene scritto e illustrato da Yūgo Kobayashi. Viene serializzato su Big Comic Spirits di Shōgakukan dal 5 gennaio 2015. La stessa casa editrice ha iniziato a raccogliere i vari capitoli in volumi tankōbon dal 30 aprile 2015. Al 12 novembre 2021 sono stati pubblicati ventisei volumi.
La serie è concessa in licenza nel sud-est asiatico da Shogakukan Asia.
Un manga spin-off scritto e disegnato sempre dallo stesso autore, intitolato Aoashi Brotherfoot, ha iniziato la serializzazione nel 32° numero di Big Comic Spirits uscito il 12 luglio 2021.

#### Volumi
| 1  | 30 aprile 2015 | ISBN 978-4-09-186892-3 |
| 1  | Capitoli - 01. (ファーストタッチ?, Fāsuto Tatchi) - 02. (東京シティエスペリオン?, Tōkyō Shiti Esuperion) - 03. (不可欠な光?, Fukaketsuna hikari) - 04. (思考力?, Shikō-ryoku) - 05. (一閃?, Issen) - 06. (考える葦?, Kangaeru ashi) - 07. (会合する?, Kaigō suru) |                        |
| 2  | 30 luglio 2015 | ISBN 978-4-09-187144-2 |
| 2  | Capitoli - 08. (挑戦?, Chōsen) - 09. (最終試験開始?, Saishū shiken kaishi) - 10. (本領?, Honryō) - 11. (阿久津?, Akutsu) - 12. (劣勢?, Ressei) - 13. (受験生に告ぐ?, Jukensei ni tsugu) - 14. (冷たい目?, Tsumetai me) - 15. (がんばってる?, Ganbatteru) - 16. (CROW?) - 17. (CLOCK STRIKES?) - 18. (総括?, Sōkatsu) |                        |
| 3  | 30 ottobre 2015 | ISBN 978-4-09-187307-1 |
| 3  | Capitoli - 19. (合否?, Gōhi) - 20. (オレンジ色の景色前編?, Orenji-iro no keshiki zenpen) - 21. (オレンジ色の景色中編?, Orenji-iro no keshiki chūhen) - 22. (オレンジ色の景色後編?, Orenji-iro no keshiki kōhen) - 23. (Jユースの特権?, J Yūsu no tokken) - 24. (再会?, Saikai) - 25. (昇格生?, Shōkaku-sei) - 26. (スカウト生?, Sukauto-sei) - 27. (一条花1?, Ichijo hana 1) - 28. (一条花2?, Ichijo hana 2) |                        |
| 4  | 29 gennaio 2016 | ISBN 978-4-09-187433-7 |
| 4  | Capitoli - 29. (ユース初陣?, Yūsu uijin) - 30. (WALK?) - 31. (挑発?, Chōhatsu) - 32. (真っ白?, Masshiro) - 33. (無視?, Mushi) - 34. (天敵?, Tenteki) - 35. (花の追爐?, Hana no tsui iro) - 36. (夜練?, Yoru neri) - 37. (同室の男?, Dōshitsu no otoko) - 38. (スパルタリーゼント?, Suparuta Rīzento) - 39. (広がるサシ力一?, Hirogaru Sashi Rikiichi) |                        |
| 5  | 28 aprile 2016 | ISBN 978-4-09-187595-2 |
| 5  | Capitoli - 40. (A1?) - 41. (A2?) - 42. (A3?) - 43. (休日のすごしかた1?, Kyūjitsu no sugoshi kata 1) - 44. (休日のすごしかた2?, Kyūjitsu no sugoshi kata 2) - 45. (入学式当日の風景?, Nyūgakushiki tōjitsu no fūkei) - 46. (譲れないこと?, Yuzurenai koto) - 47. (東京都リーグ第1節成京高校戦?, Tōkyō-to Rīgu dai 1-setsu narikyō kōkō-sen) - 48. (HT +緊急ミーティング?, HT + kinkyū Mītingu) - 49. (思考の波?, Shikō no nami) - 50. (EYE TO EYE?)                                                                                     |                        |
| 6  | 29 luglio 2016 | ISBN 978-4-09-187716-1 |
| 6  | Capitoli - 51. (3?) - 52. (答え合わせ?, Kotae-awase) - 53. (EAGLE EYE1?) - 54. (EAGLE EYE2?) - 55. (EAGLE EYE3?) - 56. (祝勝の夜?, Shukushō no yoru) - 57. (最高傑作?, Saikō kessaku) - 58. (羨望の対象?, Senbō no taishō) - 59. (東京都リーグ第2節久留米第一高校戦?, Tōkyō-to Rīgu dai 2-setsu Kurume dai ichi kōkō-sen) - 60. (視線?, Shisen) - 61. (転?, Ten) |                        |
| 7  | 28 ottobre 2016 | ISBN 978-4-09-187897-7 |
| 7  | Capitoli - 62. (PIECE（ ピース）?, PIECE (Pīsu)) - 63. (指揮者達の思惑?, Shiki-sha-tachi no omowaku) - 64. (たかがサッカー?, Takaga Sakkā) - 65. (帰寮?, Ki ryō) - 66. (見渡せる?, Miwataseru) - 67. (不自由?, Fujiyū) - 68. (いるべき場所?, Irubeki basho) - 69. (自覚?, Jikaku) - 70. (Please tell me?) - 71. (首?, Kubi) - 72. (蟻?, Ari) |                        |
| 8  | 30 gennaio 2017 | ISBN 978-4-09-189337-6 |
| 8  | Capitoli - 73. (お前みたいに?, Omae mitai ni) - 74. (三鷹駅北口にて1?, Mitaka-eki kitaguchi nite 1) - 75. (三鷹駅北口にて2?, Mitaka-eki kitaguchi nite 2) - 76. (嬉しい?, Ureshī) - 77. (東京都リーグ第7節多摩体育大学付属高校戦?, Tōkyō-to Rīgu dai 7-setsu Tama taiiku daigaku fuzoku kōkō-sen) - 78. (二つのコーチング?, Futatsu no Kōchingu) - 79. (超級?, Chō-kyū) - 80. (選択?, Sentaku) - 81. (Wind of Change?) - 82. (お前がいたとこ?, Omaega ita toko) - 83. (浮かない顔?, Ukanaikao)                                         |                        |
| 9  | 28 aprile 2017 | ISBN 978-4-09-189487-8 |
| 9  | Capitoli - 84. (佐竹監督?, Satake kantoku) - 85. (俺達にないもの?, Oretachi ni nai mono) - 86. (このチームで一番?, Kono Chīmu de ichiban) - 87. (因縁の炎?, In'nen no honō) - 88. (ベストメンバー?, Besuto Menbā) - 89. (3年平刖1?, 3-nen hira 1) - 90. (3年平刖2?, 3-nen hira 2) - 91. (3年平刖3?, 3-nen hira 3) - 92. (本当に弱い奴は?, Hontōni yowai yatsu wa) - 93. (10分だけいなくなる?, 10-bu dake inaku naru) - 94. (東京都リーグ第8節東京武蔵野蹴球団ユース戦?, Tōkyō-to Rīgu dai 8-setsu Tōkyō Musashino shūkyū-dan yūsu-sen) |                        |
| 10 | 28 luglio 2017 | ISBN 978-4-09-189605-6 |
| 11 | 30 ottobre 2017 | ISBN 978-4-09-189721-3 |
| 12 | 23 febbraio 2018 | ISBN 978-4-09-189796-1 |
| 13 | 30 maggio 2018 | ISBN 978-4-09-189878-4 |
| 14 | 30 agosto 2018 | ISBN 978-4-09-860062-5 |
| 15 | 30 novembre 2018 | ISBN 978-4-09-860133-2 |
| 16 | 29 marzo 2019 | ISBN 978-4-09-860244-5 |
| 17 | 28 giugno 2019 | ISBN 978-4-09-860316-9 |
| 18 | 30 ottobre 2019 | ISBN 978-4-09-860404-3 |
| 19 | 30 gennaio 2020 | ISBN 978-4-09-860465-4 |
| 20 | 27 aprile 2020 | ISBN 978-4-09-860596-5 |
| 21 | 30 luglio 2020 | ISBN 978-4-09-860679-5 |
| 22 | 30 ottobre 2020 | ISBN 978-4-09-860753-2 |
| 23 | 26 febbraio 2021 | ISBN 978-4-09-860855-3 |
| 24 | 28 maggio 2021 | ISBN 978-4-09-861047-1 |
| 25 | 30 agosto 2021 | ISBN 978-4-09-861126-3 |
| 26 | 12 novembre 2021 | ISBN 978-4-09-861179-9 |

### Anime

Jun Marchs Asari e Ashito Aoi nella serie anime.

Un adattamento anime è stato annunciato il 28 maggio 2021. La serie è prodotta da Production I.G e diretta da Akira Sato, con la sceneggiatura scritta da Masahiro Yokotani e il character design di Manabu Nakatake, Toshie Kawamura, Asuka Yamaguchi e Saki Hasegawa, dove Nakatake e Yamaguchi ricoprono anche il ruolo di direttori principali dell'animazione. Masaru Yokoyama ha composto la colonna sonora. È stato trasmesso in Giappone dal 9 aprile al 24 settembre 2022 su NHK Educational TV. I diritti di distribuzione al di fuori dell'Asia sono stati acquistati da Crunchyroll.

#### Episodi
| Nº | Titolo italiano Giapponese 「Kanji」 - Rōmaji | In onda           | In onda |
| Nº | Titolo italiano Giapponese 「Kanji」 - Rōmaji | Giapponese        |         |
| 1  | Primo tocco 「ファーストタッチ」 - Fāsuto Tatchi | 9 aprile 2022     |         |
| 2  | Tokyo City Esperion 「東京シティ・エスペリオン」 - Tōkyō Shiti Esuperion | 16 aprile 2022    |         |
| 3  | Inizia la prova finale 「最終試験開始」 - Saishū shiken kaishi | 23 aprile 2022    |         |
| 4  | Crow 「CROW」 – "Corvo" | 30 aprile 2022    |         |
| 5  | Un paesaggio arancione 「オレンジ色の景色」 - Orenji iro no keshiki | 7 maggio 2022     |         |
| 6  | La prima fan 「最初のファン」 - Saisho no fan | 14 maggio 2022    |         |
| 7  | La prima partita della giovanile 「ユース初陣」 - Yūsu uijin | 21 maggio 2022    |         |
| 8  | Allenamento notturno 「夜練」 - Yoruren | 28 maggio 2022    |         |
| 9  | Un calcio che si espande 「広がるサッカー」 - Hirogaru sakkā | 4 giugno 2022     |         |
| 10 | Qualcosa di non negoziabile 「譲れないこと」 - Yuzurenai koto | 11 giugno 2022    |         |
| 11 | La prima partita della Tokyo League: Liceo Seikyo 「東京都リーグ第1節 成京高校戦」 - Tōkyō-to Rīgu dai issetsu Seikyō kōkō sen                                                                              | 18 giugno 2022    |         |
| 12 | Eagle Eye 「Eagle Eye」 – "Occhio d'aquila" | 25 giugno 2022    |         |
| 13 | Svolta 「転」 - Ten | 2 luglio 2022     |         |
| 14 | È solo calcio 「たかがサッカー」 - Takaga sakkā | 9 luglio 2022     |         |
| 15 | Il mio posto 「いるべき場所」 - Irubeki basho | 16 luglio 2022    |         |
| 16 | Proprio come te 「お前みたいに」 - Omae mitai ni | 23 luglio 2022    |         |
| 17 | La settima partita della Tokyo League: Liceo Tama affiliato alla facoltà di scienze motorie. 「東京都リーグ第7節 多摩体育大学附属高校戦」 - Tōkyō-to Rīgu dai nanasetsu Tama taiiku daigaku fuzoku kōkō sen | 30 luglio 2022    |         |
| 18 | Wind of Change 「Wind of Change」 – "Vento di cambiamento" | 6 agosto 2022     |         |
| 19 | Ciò che ci manca 「俺達にないもの」 - Oretachi ni nai mono | 20 agosto 2022    |         |
| 20 | La vera debolezza 「本当に弱い奴は」 - Hontō ni yowai yatsu wa | 27 agosto 2022    |         |
| 21 | L'ottava partita della Tokyo League: Giovanile Tokyo Musashino calcio 「東京都リーグ第8節 東京武蔵野蹴球団ユース戦」 - Tōkyō-to Rīgu dai hassetsu Tōkyō Musashino shūkyūdan yūsu sen                        | 3 settembre 2022  |         |
| 22 | Come un demone 「修羅の如く」 - Shura no gotoku | 10 settembre 2022 |         |
| 23 | Fa' del tuo meglio, non perdere, metticela tutta 「頑張れ負けるな力のかぎり」 - Ganbare makeru na chikara no kagiri                                                                                         | 17 settembre 2022 |         |
| 24 | D'ora in poi 「ここから」 - Koko kara | 24 settembre 2022 |         |

## Accoglienza
Ad aprile 2020, il manga ha venduto oltre 4,5 milioni di copie, contando anche le versioni digitali.
Il manga è stato nominato per il decimo premio Manga Taishō nel 2017, dove si è classificato quarto. L'opera ha vinto nel 2020 il 65º premio Shōgakukan per i manga nella categoria generale, a pari merito con Kaguya-sama: Love is War.